# Faglia inversa

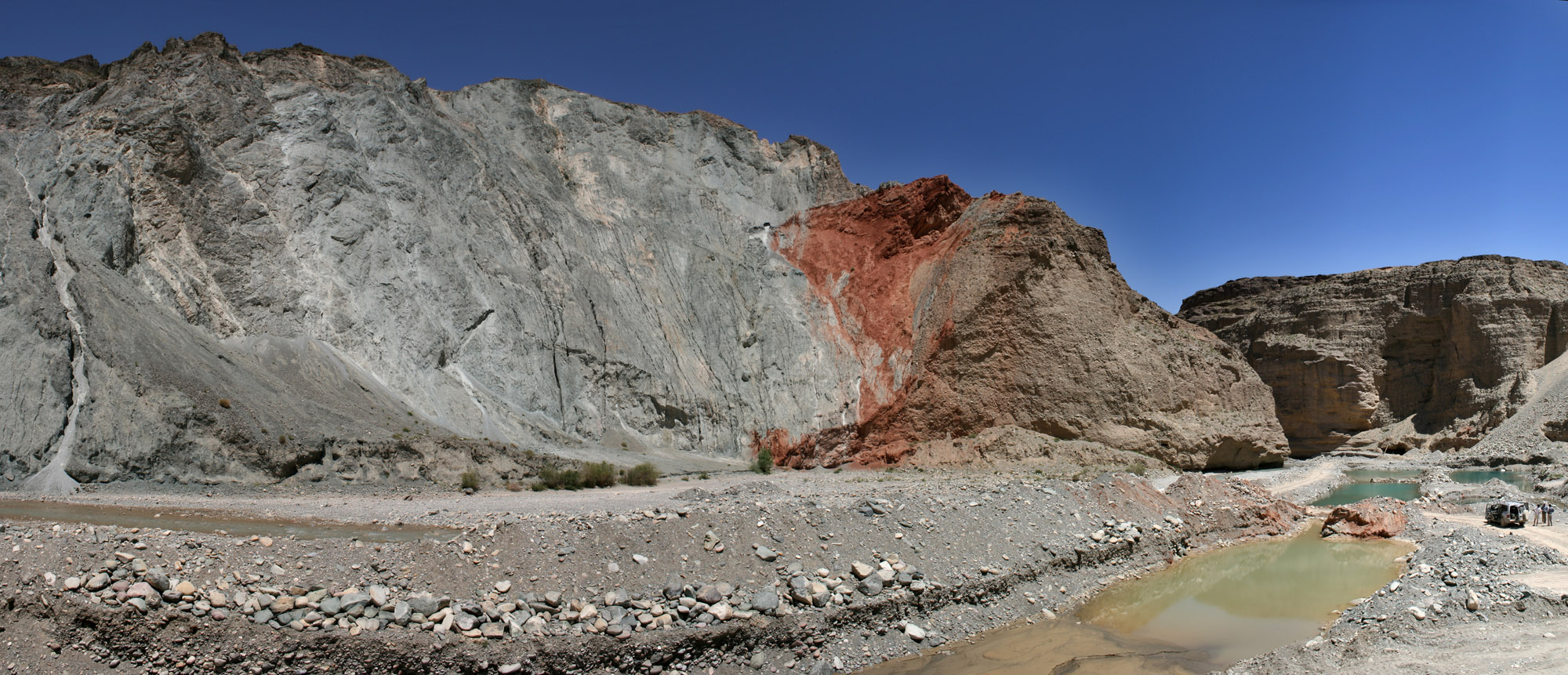
Faglia inversa nei monti Qilian, Cina; la roccia grigia e rossa, a sinistra, è più antica di quella marrone, a destra, ma scorre al di sopra di essa. In questo caso notiamo che l'angolo della faglia è particolarmente acuto (60° o più).

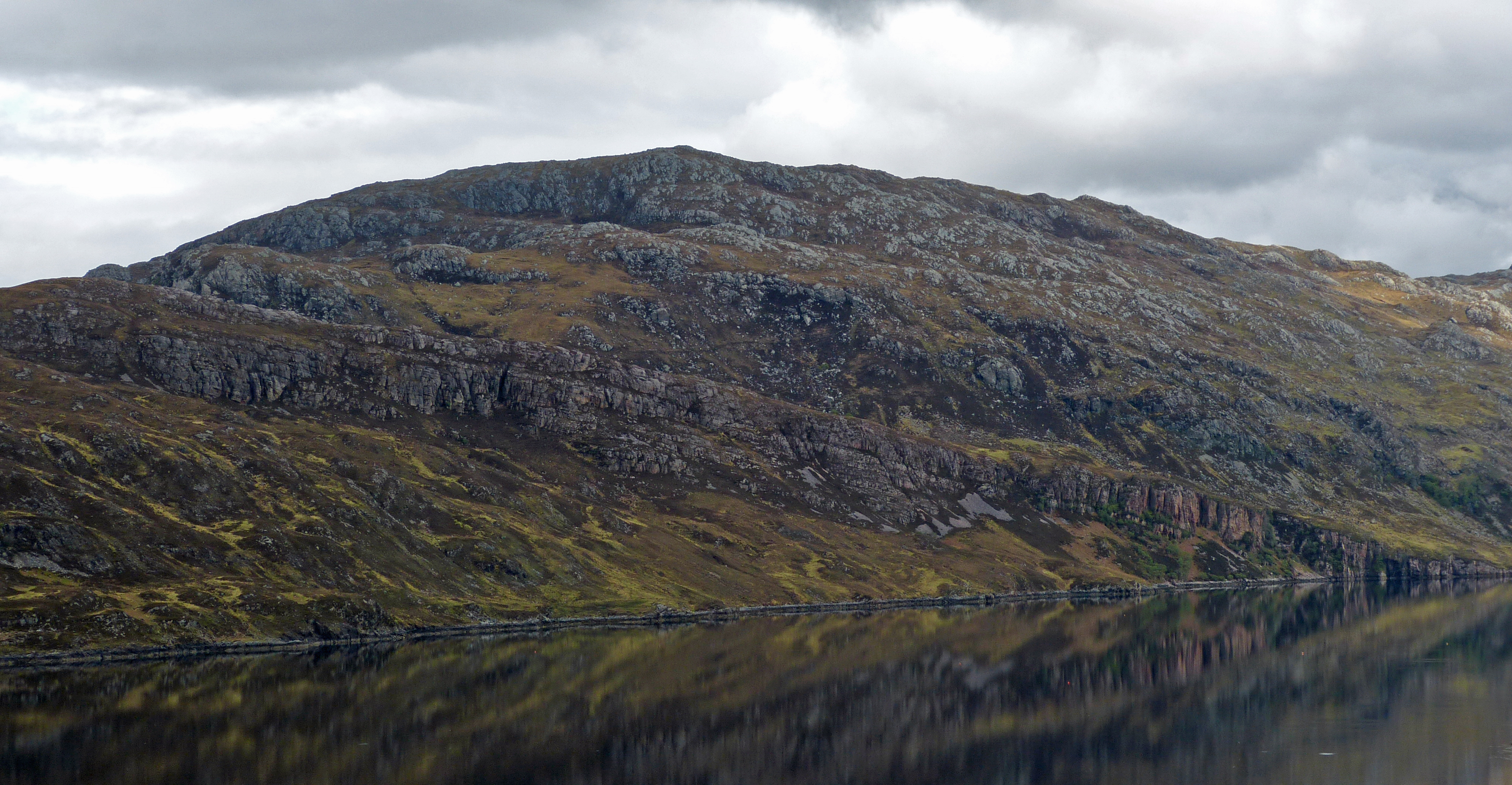
Il Glencoul Thrust ad Aird da Loch ad Assynt, in Scozia. La parte di roccia grigia irregolare è formata da sciami di dicchi Scourie archeani o paleoproterozoici spinti su quarzite cambriana ben stratificata, lungo la sommità dell'unità più giovane.

In geologia, una faglia inversa (o semplicemente scorrimento, o thrust) è una faglia che nasce in un settore della crosta terrestre sottoposto a fenomeni compressivi. Perciò, delle due masse di roccia separate dalla faglia, quella superiore (detta tetto) è spinta in alto rispetto a quella inferiore (detta letto). I thrust sono caratterizzati dalla loro pendenza a basso angolo solitamente intorno ai 30°. 
I thrust sono associati a regimi tettonici compressivi, e pertanto sono ben rappresentati nelle principali catene montuose. Gli overthrust, o sovrascorrimenti, sono superfici regionali separanti unità tettoniche diverse.

## Storia
I Thrust non sono stati riconosciuti fino al lavoro di Arnold Escher von der Linth, Albert Heim e Marcel Alexandre Bertrand nelle Alpi che hanno lavorato a Sardona; Charles Lapworth, Ben Peach e John Horne che lavorano su parti della Moine Thrust Belt in Scozia; Alfred Elis Törnebohm nelle Caledonidi scandinave e RG McConnell nelle Montagne Rocciose canadesi. La realizzazione che gli strati più vecchi potevano, tramite faglia, essere trovati sopra gli strati più giovani, fu raggiunta più o meno indipendentemente dai geologi in tutte queste aree durante gli anni 80 dell'Ottocento. Geikie nel 1884 coniò il termine "thrust-plane" per descrivere questo speciale insieme di difetti. Scrisse:
Con un sistema di faglie inverse, un gruppo di strati è fatto per coprire una grande ampiezza di terreno e in realtà per sovrapporsi a membri superiori della stessa serie. Le dislocazioni più straordinarie, tuttavia, sono quelle a cui per distinzione abbiamo dato il nome di "thrust-plane". Sono faglie rigorosamente inverse, ma con un'inclinazione così bassa che le rocce sul lato superiore sono state, per così dire, spinte orizzontalmente in avanti.